# Pfarrkirche Zell am Pettenfirst

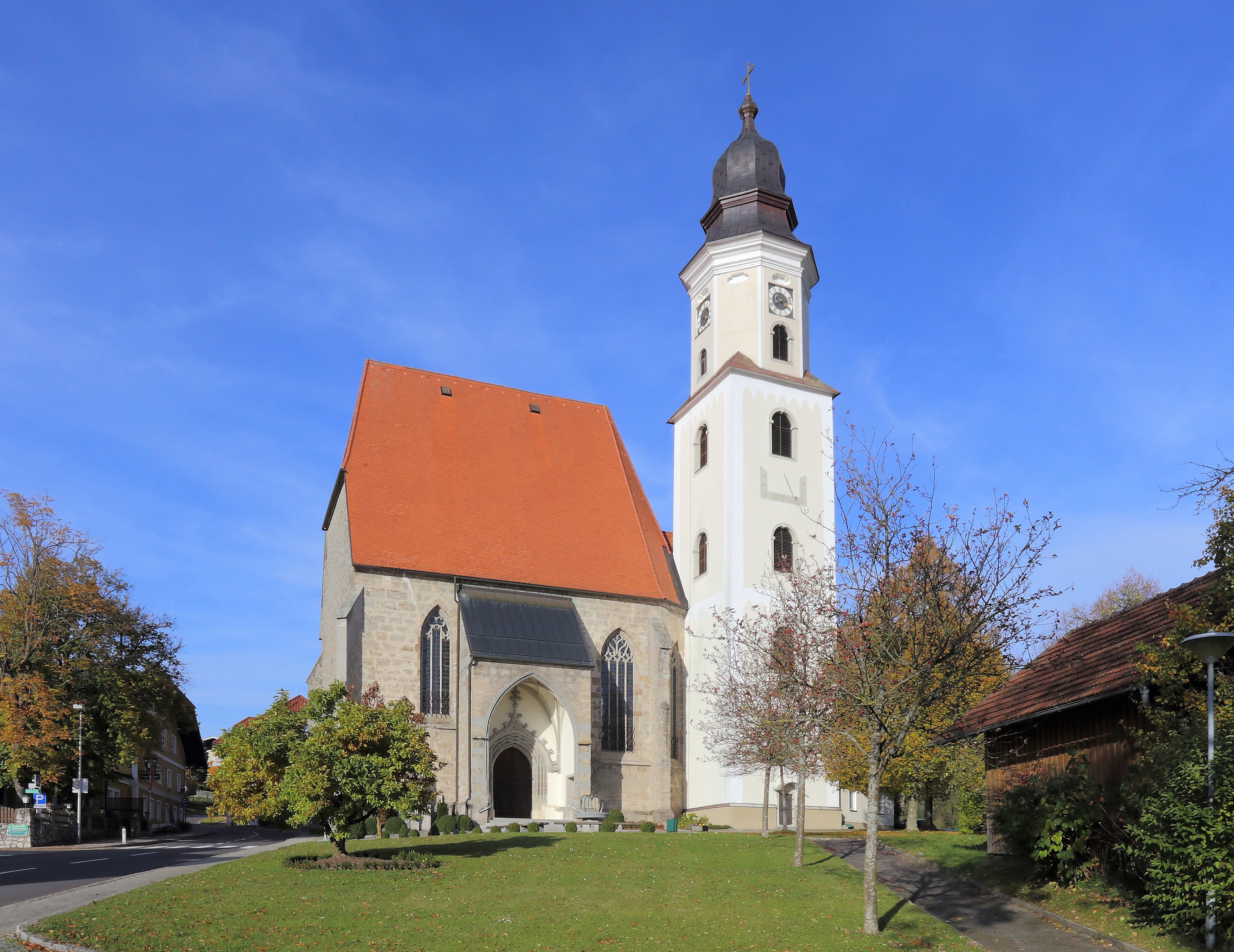
Kath. Pfarrkirche Mariä Heimsuchung in Zell am Pettenfirst

Die römisch-katholische Pfarrkirche Zell am Pettenfirst steht im Ort Zell am Pettenfirst in der Gemeinde Zell am Pettenfirst im Bezirk Vöcklabruck in Oberösterreich. Die auf Mariä Heimsuchung geweihte Kirche gehört zum Dekanat Schwanenstadt in der Diözese Linz. Die Kirche und die ehemalige Friedhofsfläche stehen unter Denkmalschutz.

## Geschichte
Die spätgotische Hallenkirche wurde mit Stephan Wultinger gegen das Ende des 15. Jahrhunderts erbaut. Der Turm wurde von 1672 bis 1677 mit Adam Wieser aus Braunau erbaut. Die Sakristei ist aus 1669.

## Architektur
An das dreischiffige vierjochige Langhaus mit abgeschrägten Ecken im Osten hat ein engmaschiges Stern- und Netzrippengewölbe. Die östlichen Langhauspfeiler stehen in der Achse der Fenster. Der eingezogene zweijochige netzrippengewölbte Chor hat einen Dreiachtelschluss. Es gibt ein spätgotisches rotmarmornes Sakristeihäuschen mit einem Schmiedeeisengitter um 1500. Die leicht gebrochene zweijochige dreiachsige Westempore auf einem Netzrippengewölbe hat eine Maßwerkbrüstung. Der Turm im südlichen Chorwinkel hat eine achteckige Glockenstube und eine barocke Haube. Die reich verstäbten Süd- und Nordportale haben Vorhallen, die nördliche Vorhalle ist als Kapelle ausgebildet und nach außen geschlossen. Weiters gibt es eine spätgotische Sakristeitür und eine spätgotische Tür unter der Westempore.

## Ausstattung

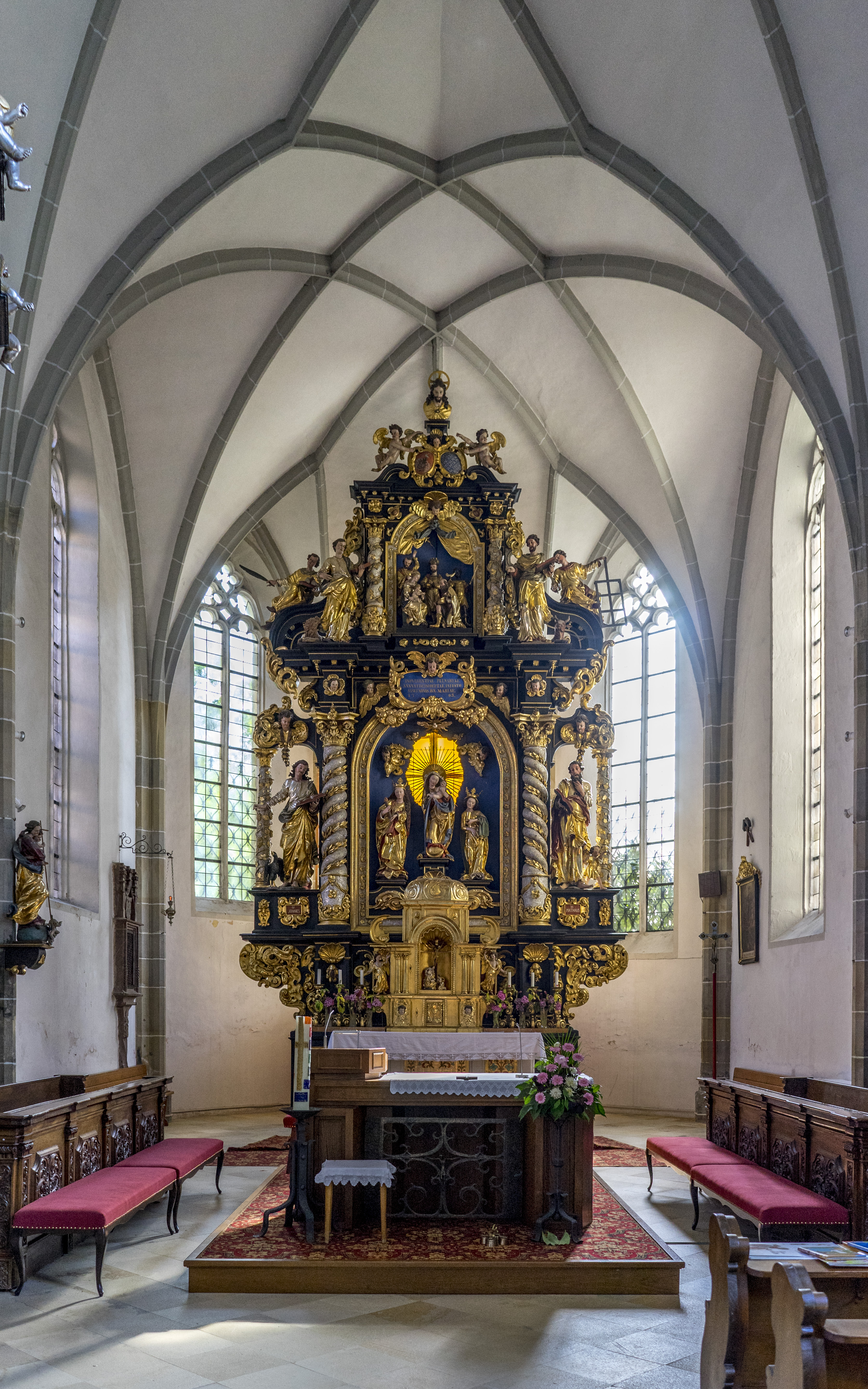
Der Hauptaltar

Den vorzüglichen Hochaltar als Prachtstück des Knorpelwerkstils schuf 1668 Thomas Schwanthaler aus Ried. Der Tabernakel mit einer Kreuzigungsgruppe entstand um 1700. Die spätgotische Muttergottes und zwei weibliche Heilige im Mittelschrein entstanden gegen Ende des 15. Jahrhunderts. Die Seitenaltäre aus 1666 entstanden mit dem Tischler Peter Widmann und tragen Schnitzarbeiten von Veit Adam Vogl aus Ried. Die Mensa des linken Seitenaltares ist spätgotisch mit 1497. Die Seitenaltäre wurden 1894/1895 restauriert. Die Kanzel ist aus 1670, die Schalldeckelbekrönung Maria Immaculata ist wahrscheinlich von Thomas Schwanthaler. Es gibt vier bemalte Reliefs mit Szenen aus dem Marienleben von einem spätgotischen Flügelaltar aus dem Ende des 15. Jahrhunderts.
Es gibt eine Glocke aus der Zeit um 1450.